# Saclateni
Saclateni eller Zeta Aurigae (ζ Aurigae, förkortat Zeta Aur, ζ Aur) som är stjärnans Bayerbeteckning, är en dubbelstjärna belägen i den västra delen av stjärnbilden Kusken. Den har en genomsnittlig kombinerad skenbar magnitud på 3,75 och är synlig för blotta ögat där ljusföroreningar ej förekommer. Baserat på parallaxmätning inom Hipparcosuppdraget på ca 4,2 mas, beräknas den befinna sig på ett avstånd på ca 790 ljusår (ca 240 parsek) från solen.

## Nomenklatur
Beteckningarna för de två stjärnorna Zeta Aurigae A och B härleder sig från konventionen som används av Washington Multiplicity Catalog (WMC) för multipelstjärnor, och har antagits av International Astronomical Union (IAU).
Zeta Aurigae har de traditionella namnen Haedus I (även Hoedus) och Sadatoni (mera sällan Saclateni). Det var en av de två haedina (latin:"ungarna") till geten Capella, den andra är Haedus II, Eta Aurigae. Namnet Sadatoni kommer från det arabiska الساعد الثاني som-sā c id aθ-θānī, "den andra armen (av vagnen)". Det sällsynta traditionella namnet Azaleh delas (i form Hassaleh ) med Jota Aurigae. IAU organiserade år 2016 en arbetsgrupp på stjärnnamn (WGSN) med uppgift att katalogisera och standardisera riktiga namn för stjärnor. WGSN fastställde namnen Saclateni för komponenten Zeta Aurigae A och Haedus för Eta Aurigae den 30 juni 2017, som nu båda ingår i IAU:s Catalog of Star Names.

## Egenskaper
Primärstjärnan Saclateni A är en orange till röd ljusstark jättestjärna av spektralklass K5 II. Den har en massa som är ca 5 gånger större än solens massa och utsänder från dess fotosfär ca 3 250 gånger mera energi än solen vid en effektiv temperatur på ca 3 900 K.
Dubbelstjärnan Zeta Aurigae utgör en förmörkelsevariabel med ett omloppsplan som är orienterat nära siktlinjen från jorden. Banans lutning uppskattas till 87,0°. Som ett resultat förmörkar stjärnorna varandra under varje omlopp, vilket medför att den gemensamma magnituden minskar till +3,99. Paret har en omloppsperiod på 972 dygn (2,66 år) och en excentricitet på 0,4. Följeslagaren, Zeta Aurigae B, är en stjärna i huvudserien av spektralklass B5 V eller B7 V.